# Mecseknádasd
Mecseknádasd é um município da Hungria, situado no condado de Baranya. Tem 36,08 km² de área e sua população em 2019 foi estimada em 1.496 habitantes.